# Лајмстоун (Илиноис)
Лајмстоун (енгл. Limestone) град је у америчкој савезној држави Илиноис.

## Демографија
По попису из 2010. године број становника је 1.598.
| Група             | 2000.    | 2010.         |
| Белци             | 0 (0,0%) | 1.515 (94,8%) |
| Афроамериканци    | 0 (0,0%) | 8 (0,5%)      |
| Азијати           | 0 (0,0%) | 9 (0,6%)      |
| Хиспаноамериканци | 0 (0,0%) | 46 (2,9%)     |
| Укупно            | 0        | 1.598         |